# Dentimachus nipponensis
Dentimachus nipponensis là một loài tò vò trong họ Ichneumonidae.